# Lactistomyia lepida
Lactistomyia lepida är en tvåvingeart som beskrevs av Ale-rocha 2008. Lactistomyia lepida ingår i släktet Lactistomyia och familjen puckeldansflugor. Inga underarter finns listade i Catalogue of Life.